# 王永明 (1950年)
王永明（1950年—），男，汉族，浙江绍兴人，中华人民共和国政治人物，曾任浙江省人大常委会副主任，第八至第十一届全国人民代表大会浙江地区代表。

## 生平
王永明毕业于北京钢铁学院冶金机械专业。1984年任浙江省计划经济委员会委员，工业办公室主任。1985年任浙江省冶金工业总公司总经理。1987年任浙江省计划经济委员会副主任。
1989年任宁波市人民政府常务副市长。
1992年任杭州市人民政府市长。
1999年3月任浙江省人民政府副省长。